# Паганини, Паганино
Паганино Паганини (итал. Paganino de Paganini; вторая половина XV, Брешиа — 1538, Венеция) — итальянский книгопечатник.

## Деятельность
Издавал книги различного характера, в том числе Библию с комментариями и математические работы Луки Пачоли.
В 1537—1538 годах издал первую печатную версию Корана на арабском языке.

## Семья
Жена — Кристина, урождённая делла Фонтана.
Сын — Алессандро.